# Сансорес, Карлос
Карлос Сансорес (исп. Carlos Sansores Acevedo; 25 июня 1997) — мексиканский тхэквондист, член сборной Мексики. Чемпион мира, чемпион Панамерики, бронзовый призёр Панамериканских игр 2019 года. Участник летних Олимпийских игр 2020 года.

## Карьера
С 2014 года Карлос Сансорес выступает на международных соревнованиях по тхэквондо. В 2018 году выиграл золотую медаль в весовой категории свыше 87 кг на Панамериканском чемпионате, который проходил в Спокане.
На Панамериканских играх 2019 года, в Перу, мексиканец в весовой категории свыше 80 кг стал бронзовым призёром. В этом же году на чемпионате мира в Манчестере стал серебряным призёром.
В 2021 году в Токио, на летних Олимпийских играх, в весовой категории свыше 80 кг уже в первом раунде потерпел поражение от хорвата Ивана Шапины и завершил выступление на Олимпиаде.
В 2022 году на чемпионате мира по тхэквондо в Гвадалахаре стал чемпионом в весовой категории свыше 87 кг. В финале он победил соперника из Испании Ивана Гарсию.
В 2023 году на чемпионате мира, который состоялся в Баку, в категории свыше 87 кг, мексиканец стал серебряным призёром чемпионата мира. В финальной схватке он уступил спортсмену из Кот'д-Ивуара Шейку Сиссе.